# Ellis Jacobson
Ellis Jacobson (San Diego, 1925 - Palma de Mallorca, 23 de agosto de 2013) fue un caricaturista y pintor estadounidense que vivió la mayor parte de su vida en Palma de Mallorca (España), donde desarrolló su obra.

## Biografía
Estudio en el The Art Institute de La Jolla y en el Chouinard Art Institute en Los Ángeles. Muy atraído por el mundo del cómic, se inició como dibujante haciendo caricaturas de los actores y actrices de Hollywood. Después viajó a Europa para recalar en París, donde estudio en la Académie de la Grande Chaumièr y pudo conocer a Picasso. Siguió formándose en Roma en el Studio Hinna, y al inicio de la década de 1960 visitó España y se quedó a vivir en Palma de Mallorca.
Hombre de carácter tozudo y enérgico, siempre quiso estar alejado de la parte que de mercado tiene el arte; «es imprescindible hablar mal de los galeristas. Y con razón», decía. Esta compleja relación de un artista que vivía de su obra, le llevó a negar la venta a quien le caía mal. En Mallorca trabó amistad con otros anglosajones allí afincados, como el escritor Robert Graves, y con artistas españoles como Joan Miró. Gran dibujante, dedicó una parte de su obra a plasmar en el retrato el paso del tiempo y el sufrimiento. Sobre ello ha señalado Joan Carles Gomis, «Ellis decidió hace tiempo que su pintura está del lado de los que sufren y de los perdedores». Inquieto, trabajó tanto la pintura figurativa, como el expresionismo abstracto. Mantuvo en su vida la pasión por ambas técnicas pictóricas y, además, desarrolló cada una metódicamente en estudios separados. Ha sido reconocido por su gran conocimiento del dibujo y el color en todas sus manifestaciones y utilizó todo tipo técnicas como de materiales, sintiendo predilección, con el paso de los años, por el papel. Su obra está expuesta en diferentes museos y ha recorrido distintos países como Alemania, Reino Unido o Italia, además de Estados Unidos y España.
Su presencia en Mallorca fue parte importante en el renacer cultural de la isla en el tardofranquismo. Su actividad no se limitaba a la creación, sino que fue un activo formador de otros artistas y supo transmitirles con generosidad los conocimientos y técnicas que dominaba. También donó 150 obras a las instituciones de Baleares. Fue parte del llamado Grup Dimecres (Grupo Miércoles), en el que un conjunto de artistas e intelectuales heterogéneo se reunían un miércoles de cada mes para intercambiar sus trabajos, ideas y opiniones y donde se encontraban, entre otros, Steve Afif, Rafael Amengual, Miquel Brunet, Jim Bird, Ritch Miller y John Ulbricht. Tres días antes de fallecer se inauguró una exposición retrospectiva sobre sus 50 años en España.